# Moss Fotballklubb 1981
Questa voce raccoglie le informazioni riguardanti il Moss Fotballklubb nelle competizioni ufficiali della stagione 1981.

## Rosa
| N. |                     | Ruolo | Calciatore          |
| -- | ------------------- | ----- | ------------------- |
|    | Norvegia (bandiera) | P     | Odd Skauen          |
|    | Norvegia (bandiera) | D     | Hans Deunk          |
|    | Norvegia (bandiera) | D     | Rune Gjestrumbakken |
|    | Norvegia (bandiera) | D     | Tore Gregersen      |
|    | Norvegia (bandiera) | D     | Svein Grøndalen     |
|    | Norvegia (bandiera) | D     | Per Heliasz         |
|    | Norvegia (bandiera) | D     | Morten Vinje        |
|    | Norvegia (bandiera) | C     | Roar Breivik        |

| N. |                     | Ruolo | Calciatore           |
| -- | ------------------- | ----- | -------------------- |
|    | Norvegia (bandiera) | C     | Per Otto Karlsen     |
|    | Norvegia (bandiera) | C     | Jon Pettersen        |
|    | Norvegia (bandiera) | A     | Jan Erik Fredriksen  |
|    | Norvegia (bandiera) | A     | Geir Henæs           |
|    | Norvegia (bandiera) | A     | Ole Johnny Henriksen |
|    | Norvegia (bandiera) | A     | Stein Kollshaugen    |
|    | Norvegia (bandiera) | A     | Kurt Tunheim         |

## Risultati

### Campionato

#### Girone di andata
| Sunndal 26 aprile 1981 | Moss | 0 – 1 | Start | Sande Stadion |

| Bergen 3 maggio 1981 | Brann | 0 – 2 | Moss | Brann Stadion |

| Tromsø 10 maggio 1981 | Moss | 2 – 0 | Lyn Oslo | Alfheim Stadion |

| Bryne 13 maggio 1981 | Bryne | 0 – 0 | Moss | Bryne Stadion |

| Moss 25 maggio 1981 | Moss | 2 – 0 | Lillestrøm | Melløs Stadion |

| Hamar 8 giugno 1981 | HamKam | 0 – 1 | Moss | Briskeby Gressbane |

| Moss 10 giugno 1981 | Moss | 1 – 1 | Haugar | Melløs Stadion |

| Oslo 21 giugno 1981 | Vålerengen | 2 – 2 | Moss | Bislett Stadion |

| Moss 29 giugno 1981 | Moss | 1 – 1 | Viking | Melløs Stadion |

| Moss 6 luglio 1981 | Moss | 2 – 1 | Fredrikstad | Melløs Stadion |

| Trondheim 13 luglio 1981 | Rosenborg | 3 – 1 | Moss | Lerkendal Stadion |

#### Girone di ritorno
| Kristiansand 27 luglio 1981 | Start | 1 – 3 | Moss | Kristiansand Stadion |

| Moss 3 agosto 1981 | Moss | 3 – 1 | Brann | Melløs Stadion |

| Oslo 10 agosto 1981 | Lyn Oslo | 5 – 0 | Moss | Ullevaal Stadion |

| Moss 17 agosto 1981 | Moss | 0 – 1 | Bryne | Melløs Stadion |

| Lillestrøm 23 agosto 1981 | Lillestrøm | 0 – 0 | Moss | Åråsen Stadion |

| Moss 2 settembre 1981 | Moss | 2 – 1 | HamKam | Melløs Stadion |

| Haugesund 13 settembre 1981 | Haugar | 0 – 0 | Moss | Haugesund Stadion |

| Moss 27 settembre 1981 | Moss | 2 – 2 | Vålerengen | Melløs Stadion |

| Stavanger 4 ottobre 1981 | Viking | 2 – 1 | Moss | Stavanger Stadion |

| Fredrikstad 11 ottobre 1981 | Fredrikstad | 4 – 1 | Moss | Fredrikstad Stadion |

| Moss 18 ottobre 1981 | Moss | 1 – 1 | Rosenborg | Melløs Stadion |

### Coppa di Norvegia
|  | Skotterud | 0 – 7 | Moss |  |

|  | Moss | 5 – 1 | Eidsvold Turn |  |

|  | Pors | 1 – 2 | Moss |  |

|  | Moss | 6 – 0 | Fredrikstad |  |

|  | Start | 0 – 3 | Moss |  |

|  | Moss | 2 – 0 | Viking |  |

| Oslo 25 ottobre 1981 | Lillestrøm | 3 – 1 | Moss | Ullevaal Stadion |